# Krasino (obwód archangielski)
Krasino (ros. Kpacинo) – mała rosyjska osada na północy Rosji w obwodzie archangielskim.
Leży na Wyspie Południowej należącej do archipelagu wysp Nowa Ziemia.
Niedaleko miejscowości jest latarnia morska, która do dzisiaj funkcjonuje.
Została założona w 1925 w wyniku sowieckich badań nad Arktyką.